# Razza mediterranea
La razza mediterranea è una delle tre presunte sub-razze europoidi elencate da William Z. Ripley in The Races of Europe (1899), insieme a quella nordica e alpina, accomunata globalmente per caratteristiche antropometriche e culturali in una civiltà mediterranea.
Secondo Ripley, i membri di questo gruppo razziale sono presenti principalmente nelle aree geografiche che si affacciano sul mare Mediterraneo come l'Europa meridionale (Italia, Grecia, Albania, Spagna, Portogallo), parte del Maghreb (Tunisia, Algeria, Marocco, Libia) e del Medio Oriente (Turchia, Siria, Libano, Palestina).
Le caratteristiche fisiche che accomunano i mediterranei sono: pelle olivastra o bianco avorio, capelli generalmente scuri o neri, occhi prevalentemente scuri, cranio di forma allungata o moderata, viso stretto e allungato, corporatura snella e naso sottile.
Oggi non si parla più di razza mediterranea essendo questa solo un fenotipo osservabile in gruppi di popolazioni anche geneticamente distanti fra loro.

## Storia degli studi

### Primi dibattiti
I primi dibattiti sulle differenze culturali e fisiche tra nord e sud europei appaiono già in epoca classica. Gli storici greci e romani consideravano i popoli germanici e celti come dei selvaggi dai capelli rossi o biondi. Secondo il filosofo Aristotele, il popolo greco si trovava in una posizione geografica ideale per via del clima intermedio tra i rigori del nord e la mollezza del sud, che consentiva la coesistenza di coraggio ed ingegno (Politica, libro VII).
L'oratore romano Publio Cornelio Tacito nella sua opera De origine et situ Germanorum sosteneva la purezza etnica delle tribù germaniche, essendo esse il frutto di rapporti interculturali avvenuti tra civiltà nordeuropee accomunate dalla stessa razza e lingua.
Nel corso del XIX secolo, le differenze culturali e religiose tra l'Europa nord-occidentale protestante e quella cattolico-romana del sud furono reinterpretate in termini razziali.

Irlandese di tipo mediterraneo da Augustus Henry Keane, Man, Past and Present (1899).

### Ottocento e prima metà del Novecento
Durante l'Ottocento e la prima metà del Novecento, il razzismo scientifico e la questione della razza è stato al centro di un acceso dibattito tra la comunità scientifica. 
La prima descrizione fisica e sociale della razza mediterranea (allora chiamata "razza celtica") fu formulata dallo scienziato scozzese William Rhind nel 1851.
Per William Z. Ripley (The Races of Europe, 1899) le caratteristiche principali della razza mediterranea erano capelli e occhi scuri, viso allungato, cranio dolicocefalo e naso stretto.
Soprattutto in Gran Bretagna, Germania e Stati Uniti veniva promossa in quegli anni la superiorità della razza nordica, indicata come razza superiore da molti acclamati studiosi dell'epoca tra i quali Arthur de Gobineau; i popoli dell'Europa orientale e meridionale erano invece considerati inferiori, secondo la convinzione che la caduta dell'Impero romano d'Occidente fosse da attribuire alla mescolanza razziale.
All'inizio del novecento moltissimi italiani emigrarono negli Stati Uniti. Una volta sbarcati a Ellis Island, nella baia di New York, venivano divisi per razza e computati in due diversi registri: razza iberica/mediterranea da una parte e razza alpina dall'altra. Questa divisione fu ufficialmente avallata dalla Commissione Dillingham del Senato degli Stati Uniti che nel 1911 ribadì la stretta correlazione degli Italiani del Sud con gli Iberici della Spagna e i Berberi del Nord Africa. Nel "Dictionary of Races and Peoples" era precisato, inoltre, che tutti gli abitanti della penisola propriamente detta, compresa la Liguria, appartenevano alla razza degli Italiani del Sud. La razza Hamitica, di cui gli italiani avrebbero fatto parte, pur non essendo connessa alla razza nera, avrebbe avuto alcune tracce di sangue negroide in Nord Africa ed in alcune zone della Sicilia, con rilevanza non solo nell'aspetto fisico, ma anche nel carattere e nelle inclinazioni.
La principale motivazione che spinse molti razzisti a ritrattare o dibattere la presunta inferiorità dei mediterranei fu che le prime e più importanti civiltà del mondo antico: Babilonia, Antico Egitto, Antica Grecia, Antica Roma, come sottolineato da Giuseppe Sergi, erano effettivamente di origine mediterranea, e comunque i popoli nordici fossero nati dalla mescolanza di sangue tra eurasiatici.
I principali oppositori della teoria nordicista usavano come prove proprio l'eredità culturale e storica lasciata dalle civiltà mediterranee, contrariamente al nomadismo e all'imbarbarimento dei popoli nordeuropei.
Per Carleton S. Coon i mediterranei occupano il centro della scena; la loro area di concentrazione maggiore è precisamente quella in cui la civilizzazione è più antica. Anche C. G. Seligman affermò che "deve essere riconosciuto che la razza mediterranea ha in effetti più meriti di qualsiasi altra essendo responsabile della grande civiltà mediterranea.
Coon nella sua riedizione di The Races of Europe del 1939 teorizzò che i primi mediterranei raggiunsero l'Europa nel periodo mesolitico importando la rivoluzione neolitica; successivamente, nel tardo neolitico, un'altra varietà di statura più alta costruttrice di megaliti, detta Atlanto-Mediterranea, emigrò sul continente europeo raggiungendo anche le isole Britanniche e la Scandinavia. 
Sia Coon che Earnest Hooton concordavano con Sergi sul fatto che la razza nordica fosse una variante settentrionale di quella mediterranea, differenziatasi da quest'ultima attraverso un processo di selezione naturale che favorì la depigmentazione. D'altra parte una certa tendenza minoritaria al biondismo (capelli e/o occhi chiari) era stato notata da Coon e altri autori anche nella razza mediterranea propriamente detta.

#### Fascismo

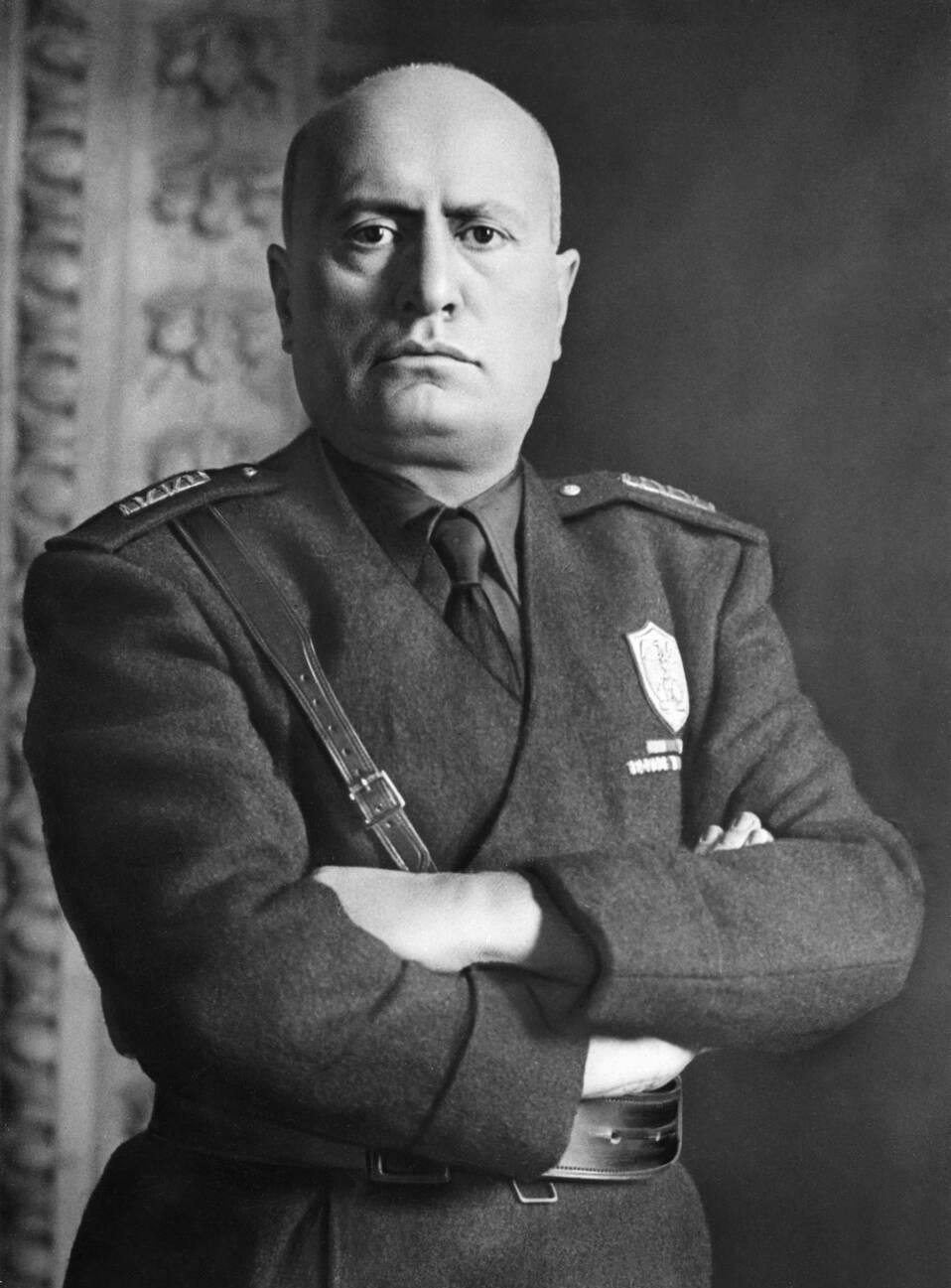
Benito Mussolini

Il fascismo italiano, soprattutto ai suoi inizi, promosse la mediterraneità degli italiani. In un discorso tenuto a Bologna nel 1921, Benito Mussolini dichiarò che "il fascismo è nato ... da una profonda, necessità perenne di questa nostra razza ariana e mediterranea". In questo discorso Mussolini si riferiva agli italiani come al ramo mediterraneo della razza ariana, nel senso di un popolo di retaggio indoeuropeo.
Secondo il fascismo la razza era vincolata principalmente da fondamenti spirituali e culturali, per cui una gerarchia razziale si doveva basare su questi fattori. Mussolini respinse con forza la nozione secondo cui esistessero ancora razze biologicamente pure. Il fascismo italiano respinse altresì la concezione nordicista della razza ariana che idealizzava gli ariani "puri" con i capelli biondi e gli occhi azzurri. L'antipatia di Mussolini e di altri fascisti italiani verso il nordicismo era dovuta principalmente al fatto che le teorie nordiciste propugnate da alcuni tedeschi e, soprattutto, anglosassoni consideravano i popoli mediterranei come dei degenerati. In un discorso tenuto a Bari nel 1934, Mussolini ribadì il suo atteggiamento negativo verso il nordicismo: "Noi possiamo guardare con un sovrano disprezzo talune dottrine d'oltralpe, di gente che ignorava la scrittura con la quale tramandare i documenti della propria vita, in un tempo in cui Roma aveva Cesare, Virgilio e Augusto". 
Tuttavia, nel 1938, con lo stretto rapporto che si venne a creare tra l'Italia e la Germania nazista, il governo fascista riconobbe ufficialmente l'eredità nordica degli italiani e la loro origine nordico-mediterranea.

### Dopoguerra e mondo contemporaneo
Con la dichiarazione sulla razza formulata dall'UNESCO nel 1950, viene a decadere la scientificità del razzismo e dei suoi studi. Oggi esiste un ampio consenso scientifico sul fatto che non esistono razze umane in senso biologico.
L'ipotesi di un popolo mediterraneo accomunato da secoli di storia e rapporti è comunque accettato da molti scienziati, ed è oggi uso corrente parlare di "etnia mediterranea". È invece diverso "civiltà mediterranea" che espone l'unità culturale e storica tra i diversi popoli affacciatisi nel Mare nostrum.